# Annexkloster
Ein Annexkloster war ein kleinerer Anbau an ein bestehendes Kloster.

## Architektur
Ein Annexkloster war ein verhältnismäßig kleiner Anbau eines Konventsgebäudes an oder neben einen bereits bestehenden Klosterbau, meist  ebenfalls direkt an der Klosterkirche.
Es unterschied sich von einem normalen Doppelkloster durch die unterschiedliche Größe der Klausurgebäude.
Mittelalterliche Annexklöster wurden in der Forschung bisher nur vermutet, es sind aber noch  keine konkreten bauhistorischen oder archäologischen Grundrisse oder schriftliche Beschreibungen solcher Anlagen bekannt.

## Beispiele
Bei einigen Prämonstratenser-Doppelklöstern des 12. Jahrhunderts wird angenommen, dass die Klausurgebäude für die Chorfrauen kleinere Annexklöster waren, zum Beispiel in Ilbenstadt, Wülfersberg, Konradsdorf und Broda.
Für das 20. Jahrhundert ist die Anlage eines Annexklosters an die Trappistenabtei Limbosch in Belgien bekannt.